# Cité Adrienne
Ne doit pas être confondu avec Villa Adrienne.
La cité Adrienne est une voie privée du quartier de Charonne du 20e arrondissement de Paris, en France.

## Situation et accès
La cité Adrienne est une impasse privée située dans le centre du 20e arrondissement de Paris. Elle s'ouvre sur le 82, rue de Bagnolet. Depuis le tournant des années 2010, son accès depuis la rue de Bagnolet est clos par une grille amovible.

## Origine du nom

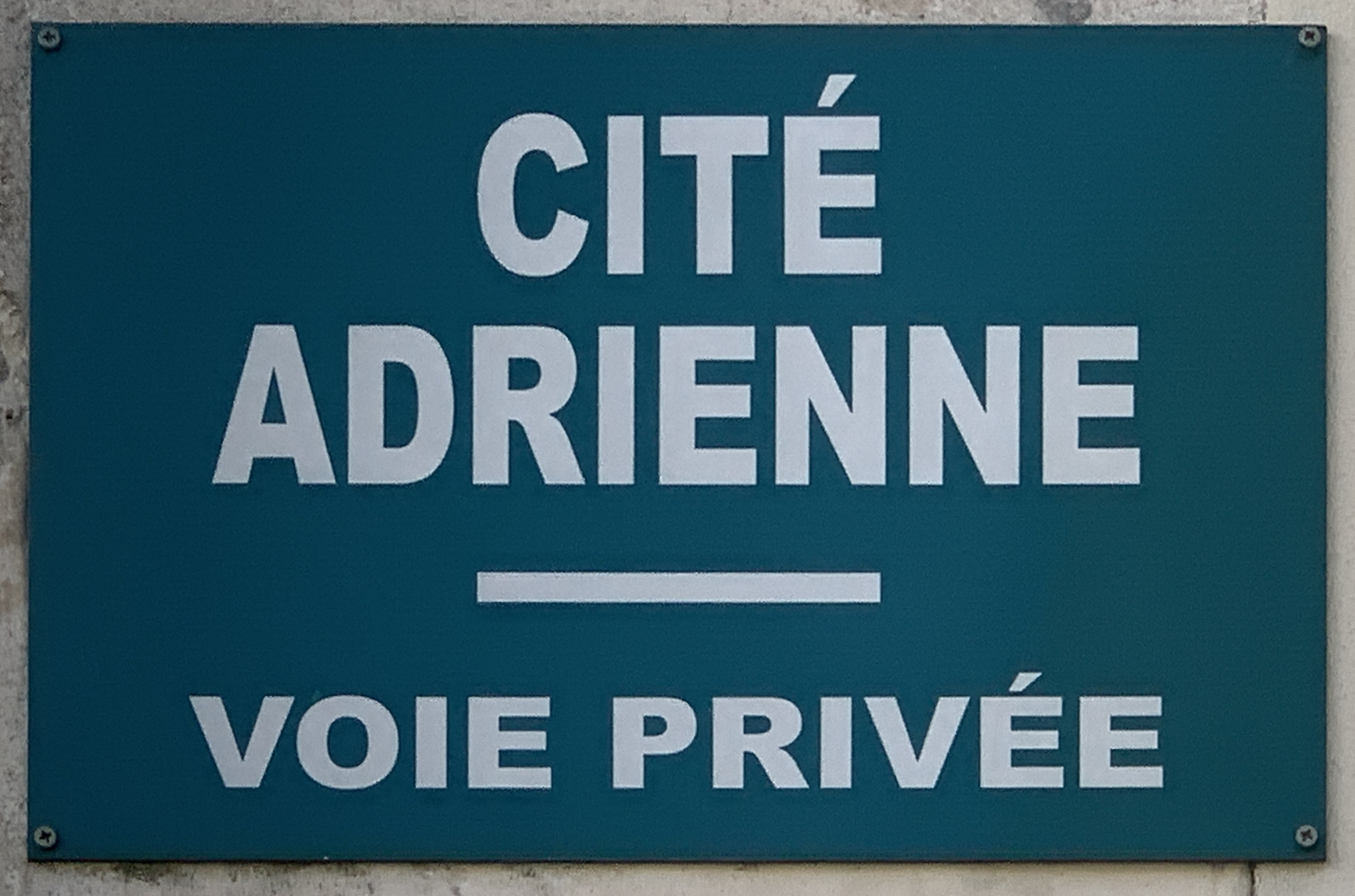
Plaque de la voie.

Cette voie porte le prénom de la fille du propriétaire des terrains sur lesquels elle a été créée,,.

## Historique
Cette voie est ouverte sous sa dénomination actuelle en 1898.